# Paul Nazca
Paul Nazca est un DJ et producteur de musiques électroniques français.

## Biographie
Installé depuis sa naissance dans le sud de la France, à proximité d’Arles, il n’a jamais caché l’importance qu’il attache à la nature. Le clip réalisé pour Emotion le mettait déjà en scène au milieu des oliveraies qu’il exploite avec sa famille pour la production d’huile. On y découvre l’artiste tel qu’il se décrit lui-même : un homme passionné de nature et de machines analogiques.
C’est le déferlement de l’acid house anglaise à la fin des années 1980 qui initie sa passion pour les musiques électroniques. La découverte des sonorités de l’époque, sa curiosité et l’envie de faire danser l’encourage à mixer dès 1993. Producteur depuis 1995, il signe sa première sortie en 2000 sur le label Scandium Records, fondé la même année avec son ami André Dalcan, également connu sous le nom d’Ultracolor. Le label s’impose rapidement comme référence en matière de musiques électroniques françaises. Les sorties successives démontrent la capacité du label à fédérer les grands noms, tels que Southsoniks ou Electric Rescue, ainsi qu’une volonté de mettre en avant les artistes régionaux montants de l’époque : Greg Delon, Bastien Grine, Maxime Dangles ou encore Sébastien Thibaud.
Paul Nazca multiplie les sorties et s’impose au cours des années 2000 comme l’une des figures de proue de la techno hexagonale. Ses productions remarquées sortent ainsi sur de nombreux labels : Spielzeug, BPitch Control ou Boxer. En 2006, il signe une sortie sur F… U ! FCOM, le label dancefloor de F-Communication, mythique maison fondée par Laurent Garnier et Eric Morand.
En 2011, il fonde le label Sign industry avec Florian Combe et Maxime Dangles. Il relance Scandium quelques années plus tard son ami Pascal Jardé alias P4sc4l.
Paul Nazca ne se contente toutefois pas de se produire lors d’événements organisés par d’autres. Il consacre une part importante de son temps à imaginer et mettre en œuvre des concepts de soirées ou de rencontres.
Il organise dès 2010 les « Secretes » dans son village. Les spécificités de ces événements sont nombreuses. Les Secretes ne sont pas seulement des soirées puisque le public est accueilli dès d’après-midi, pour une programmation variée, associant DJ set et live-acts. Ces événements ont lieu en plein-air, dans une pinède. Le line-up n’est pas connu à l’avance et ce n’est qu’une fois sur place que le public découvre les artistes invités. Fidèle à sa volonté de mettre en avant les jeunes talents, Paul Nazca convie notamment Seroplexx, Camille Rodriguez. Mais les Secretes sont également l’occasion pour le public de voir apparaître des figures incontournables telles que Julian Jeweil, ZADIG, Terence Fixmer ou encore Laurent Garnier.
Paul Nazca privilégie les lieux intimistes, dans lesquels il aime jouer. Plus récemment, il lance un concept regroupant au maximum 100 personnes sous le doux nom de soirées « Murmure ».
Passionné par les machines, Paul Nazca participer activement à des événements qui leur sont dédiés. Avec Maxime Dangles, P4sc4l, Nhar, Bastard Beat, il apparait ainsi lors des Gear Syndrome. Diffusés en direct sur internet, ce rassemblement de geeks prend la forme d’improvisations à plusieurs voix. Il participe également aux Oscillations, organisées par Maxime Dangles.
Les productions de Paul Nazca sont empreintes d’une large palette de sonorités et d’atmosphères. Nombreuses sont les morceaux à se distinguer par un timbre chaleureux et la présence d’une mélodie, aux influences de Detroit. Régulièrement joué par Sven Väth et Laurent Garnier depuis sa sortie conjointe sur Scandium Records en vinyle, et Biotech Recordings en digital, Memory représente ce versant des productions de Paul Nazca.
Mais le producteur est également reconnu pour sa capacité à livrer des morceaux beaucoup plus sombres pour le dancefloor. Il a également été remarqué pour certaines sorties électro, telles que Capsule.
Au cours des dernières années, Paul Nazca s’est fortement investi dans la construction de live-acts. Ses nombreuses collaborations sous le nom « Skryptöm collective » avec d’autres artistes du label Skryptöm l’ont en particulier rapproché de Scan X avec qui il propose un live en duo.
Après une période au cours de laquelle il s’est fait plus discret, lorsqu’il se concentrait sur le développement d’un projet de production agricole, Paul Nazca multiplie les sorties remarquées depuis 2021. Il signe notamment un E.P. sur MBE, le label de Marco Bailey, et une nouvelle sortie sur Skryptöm.

## Carrière musicale
Il est, avec Maxime Dangles, membre du duo Danzca.

## Discographie

### Maxis
- Depersonalization 2
- The Extatic EP (12")
- Gather (12")
- Mouvement EP (12", EP)
- Alchimie (12")
- Evolution (12")
- Mental EP (12", EP)
- Prioritaire EP (12")
- Consequence EP (12")
- Rumeur EP (12", EP)
- Talium (12")
- Emotion (Remixes) (12")
- Emotion (Rmx) (12", W/Lbl)
- Nice To Be Here (12")
- Ranran EP (12", EP)
- Scandale EP (12", EP)
- 1962 Pacific Nuclear Tests (Promo) (12", Promo)
- 2d Round E.P. (12", EP)
- La Musique Plaisir (12")
- Legende (12")
- Kukaprok (Stolen Moments)
- On And On EP (Scandium Records 035)
- Woh Lab 14 (with Sébastien Thibaud)
- This is the Hand EP (Sign Industry 001)
- Fonte EP (Sleaze Records 059)

### Albums
- Les Musiques De Mon Moulin (CD)
- Les Musiques De Mon Moulin (2xLP)